# Urbano Rattazzi
Urbano Rattazzi (ur. 20 czerwca 1808 w Alessandrii, zm. 5 czerwca 1873 we Frosinone) – piemoncki prawnik, włoski polityk, dwukrotny premier Włoch (1862 i 1867).

## Życiorys
Podczas Wiosny Ludów w 1848 został wybrany deputowanym do parlamentu Sardynii, w latach 50. XIX w. zajmował różne stanowiska ministerialne w rządzie Cavoura, po śmierci którego i rezygnacji Bettino Ricasoli został premierem, mimo zaciekle antyklerykalnych poglądów i nieuznawania żadnych zasad. Gdy wkrótce potem Giuseppe Garibaldi wyruszył na Rzym okupowany przez Francuzów, Rattazzi poparł tę akcję, jednak później zmienił zdanie i wysłał żołnierzy, by zatrzymali Garibaldiego, który został ranny w bitwie pod Aspromonte. Spowodowało to, że opinia publiczna wymusiła rezygnację Rattazzi'ego. W 1867 Rattazzi został ponownie powołany na urząd premiera, i jednocześnie Garibaldi znów podjął marsz na Rzym za jego przyzwoleniem, jednak potem jeszcze raz zmienił zdanie i nakazał aresztować Garibaldiego. Wkrótce potem, postawiony przed wyborem aresztowania ochotników Garibaldiego lub podjęcia osobistego marszu na Rzym, zrezygnował z urzędu.